# Горный (Кировский район)
Го́рный — посёлок в Кировском районе Приморского края. Административный центр и единственный населённый пункт Горненское сельское поселение.

## Географическое положение
Посёлок Горный стоит в верховьях реки Кедровка (левый приток Крыловки, бассейн Уссури).
Горный расположен в центральной части Приморского края. Дорога к посёлку идёт на юго-восток от села Большие Ключи. Расстояние до районного центра, посёлка Кировский — 45 км по прямой, по автодороге (через Межгорье и Архангеловку) около 54 км.
На юг от посёлка Горный идут лесовозные дороги к рекам Уссури и Журавлёвка и к селу Саратовка Чугуевского района Приморского края.

## История
В 1955—2013 годах Горный являлся посёлоком городского типа. 19 декабря 2013 года отнесён к категории посёлков сельского типа.

## Население
| 1959 | 1970 | 1979 | 1989 | 2002 | 2005 |
| ---- | ---- | ---- | ---- | ---- | ---- |
| 1233 | ↘759 | ↘471 | ↘331 | ↘219 | ↘200 |
| 2009 | 2010 | 2012 | 2013 | 2014 | 2015 |
| ↘160 | ↘100 | ↘77  | ↘69  | ↘60  | ↘51  |
| 2016 | 2017 | 2018 | 2019 | 2020 | 2021 |
| →51  | →51  | →51  | ↘49  | ↗51  | ↗63  |

Население по переписи 2002 года составило 219 человек, из которых 45,7 % мужчин и 54,3 % женщин.

## Улицы
В посёлке имеются три улицы: Заречная, Приисковая и Рудная. 